# Louis Roussel (sociologue)
Pour les articles homonymes, voir Louis Roussel et Roussel.
Louis Roussel, né le 14 juin 1921 à Metz et mort le 26 janvier 2011 au Muy, est un sociologue et démographe français. Chercheur à l'Institut national d'études démographiques (INED), il était un spécialiste de la sociologie de la famille.

## Biographie
Louis Roussel, né à Metz, en Moselle, le 14 juin 1921. En 1948 après des études de lettres classiques et de philosophie, Louis Roussel devient professeur dans le secondaire pendant une dizaine d'années. Il entre comme chargé d'études à la Société d'études pour le développement économique et social (SEDES), puis devient chercheur à l'INED et professeur de démographie à Paris-X puis Paris-V (Paris-Descartes).
Dans les années 1970 et 1980, il participe avec Alain Girard au renouveau de la sociologie de la famille, décrivant alors les nombreux bouleversements de la structure familiale : baisse des mariages et de la fécondité, naissances hors mariage, union libre, familles recomposées ; il est un des premiers à analyser le phénomène dans sa globalité. Dans un article de Population (INED) de 1978, il introduit en particulier l'expression cohabitation juvénile. Il étudiera également la crise des relations parents-enfants, l'échec scolaire, violence et rejet de l'autorité, posant l'enfance comme une véritable question sociale.
Louis Roussel s'est éteint le 26 janvier 2011, au Muy, dans le Var.

## Ouvrages
- Analyse démographique. Exercices et problèmes (avec Léon Gani, Armand Colin, 1973)
- Le Divorce et les Français, travail collectif, éditions de l'INED, T1 1974, T2 1975
- Le Mariage dans la société française, éditions de l'INED, 1975
- La Famille après le mariage des enfants, Odile Bourguignon, éditions de l'INED, 1976
- Générations nouvelles et mariage traditionnel, avec Odile Bourguignon, éditions de l'INED, 1979
- La Famille incertaine éd. Odile Jacob, 1989 (analyse dans Population)
- L'Enfance oubliée, éd. Odile Jacob, 2001
- Nombreux articles dans la revue Population (INED)

## Source
- Nécrologie d'Anne Chemin, « Louis Roussel », Le Monde du 22 février 2011, page 25, rubrique « Disparitions ».